# Breed (videogioco)
Breed è un videogioco di fantascienza sviluppato da Brat Design e pubblicato da CDV Software Entertainment.

## Trama
Nell'anno 2600 gran parte della popolazione della Terra è emigrata verso il sistema stellare binario Besalius, formando delle colonie. Tutto sembrava tranquillo, fino a quando, nel 2602, le colonie furono attaccate da una razza aliena che sarebbe stata soprannominata "Breed". Questi attacchi sembrarono essere casuali e senza logica, ma furono comunque devastanti. Sotto un tale assalto, le colonie non avevano altra scelta che inviare una richiesta di soccorso alla Terra.
Nel 2603, un collettivo militare terrestre, conosciuto come United Space Corps (USC), mobilitò una flotta di incrociatori in risposta alla crescente minaccia Breed. Queste navi fecero un viaggio lungo un anno verso il Sistema Besalius, sperando di non arrivare troppo tardi.
Ogni incrociatore era equipaggiato con le più moderne tecnologie ed armi, oltre ad essere ben fornito con veicoli d'assalto e imbarcazioni da caccia.
La flotta arrivò a Besalius nel 2604. La battaglia fu lunga e difficile, poiché la razza non avrebbe lasciato il sistema senza combattere, e la loro mancanza di intelligenza era compensata dalla loro natura feroce. Questo conflitto contro i Breed verrà conosciuto come la "Guerra delle Colonie".
Le risorse degli esseri umani durante la guerra furono drasticamente drenati e le forze USC arrivarono quasi al punto di rottura. Nel 2624 le forze USC vinsero la guerra, ma non senza costi. Le colonie erano state devastate e la flotta gravemente danneggiata al punto che solo l'USC Darwin era capace di far ritorno sulla Terra. Capitanata da Saul Richter, stanco della guerra e segnato dalle battaglie, l'equipaggio della nave iniziò il viaggio di ritorno.
Nel 2625, i veterani della vittoria su Besalius finalmente fecero ritorno a casa, in attesa di un caloroso benvenuto. Invece, quello che trovarono fu solamente il loro mondo in fiamme, che, in mancanza di 20 anni, era stato conquistato dai Breed. La guerra su Besalius non fu altro che una tattica diversiva, un piano per tirare il grosso delle forze di difesa via dalla Terra, lasciando il pianeta scoperto per invasione. La popolazione umana era stata sterminata, le città rase al suolo e i superstiti ridotti in schiavitù in campi di lavoro forzato.
Ma l'umanità non era ancora pronta per estinguersi. La USC Darwin si spostò in orbita attorno alla Terra e vi rimase sotto la copertura di un dispositivo di occultamento. Il capitano Richter iniziò a ordinare "attacchi chirurgici" su obiettivi nemici principali. Alla fine, l'equipaggio della Darwin riesce a collegarsi con la resistenza umana sotto il comando di Carla Alvarez, un loro leader carismatico. Insieme all'USC Darwin e Carla, i soldati sperarono solo di poter arginare la marea e, un giorno, riconquistare la Terra.

## Accoglienza
Alcuni hanno criticato la sua mancanza di profondità, nonché elementi di narrazione inefficienti.
Il gioco è stato malamente ricevuto dalla comunità, ma alcune recensioni hanno lodato diversi elementi del gioco.

## Controversie
Esiste più di una versione del gioco. La versione "Xplosiv" non sembra soffrire degli stessi problemi di cui soffre la versione originale (crash continui, tempi di caricamento molto lenti).
Anche se le informazioni sembrano essere scarse, una controversia sembra essere scoppiata tra gli sviluppatori, Brat Designs, e i distributori, CDV. Gli sviluppatori hanno affermato che una versione inferiore del gioco è stata pubblicata da CDV. Questi ultimi affermano di essere stati forniti con una versione difettosa del gioco e di aver dovuto apportare codifiche supplementari.